# 奥芬堡
奥芬堡（德語：Offenburg，發音：[ˈɔfn̩ˌbʊʁk] ⓘ，發音：[ɔfənbuʁ]）是德国巴登-符腾堡州弗赖堡行政区奥尔特瑙县的城市，也是奥尔特瑙县的县治，位于金齊希河畔，法国斯特拉斯堡东南约20千米处，面积78.37平方千米，2023年12月31日人口为62,195人。

## 历史
奥芬堡于1148年首次在历史文献中被提及，彼时其由策林根家族统治。1240年，神圣罗马皇帝腓特烈二世将这座城市升级为帝国自由城市。1689年，路易十四的军队在大同盟战争期间毁坏了这座城市。
由于拿破仑于1803年解散神圣罗马帝国以及随后德意志各邦国的重组，奥芬堡失去了帝国自由城市的地位，并被巴登大公國统治。
1848年，奥芬堡成为了众多革命动乱的主要发生地之一，与此同时德国的民主运动也开始发展。但后来遭到了普鲁士军队的镇压。
在第一次世界大战期间，城市遭受毁灭性的空中轰炸，其中在1918年达到了顶峰。战后开始接受来自阿尔萨斯地区的难民。
从1923年2月至1924年8月，该市被法国军队占领。
1945年4月15日，法国军队进入奥芬堡，自此奥芬堡成为法国占领区的一部分，直至1949年5月德意志联邦共和国成立。

## 友好城市
奥芬堡与以下城市结为友好城市：
- 法國 隆斯勒索涅（1959年）
- 奥地利 魏茨（1964年）
- 英格兰 博勒姆伍德（1982年）
- 德国 阿尔滕堡（1988年）
- 波蘭 奥尔什丁（1999年）
- 義大利 彼得拉-利古雷（2007年）